# Hodejovec
Hodejovec, ungarisch Kerekgede (bis 1927 slowakisch auch „Hodejka“) ist eine Gemeinde in der südlichen Mittelslowakei mit 157 Einwohnern (Stand 31. Dezember 2024), die im Okres Rimavská Sobota, einem Kreis des Banskobystrický kraj, liegt und zur traditionellen Landschaft Gemer gehört.

## Geographie

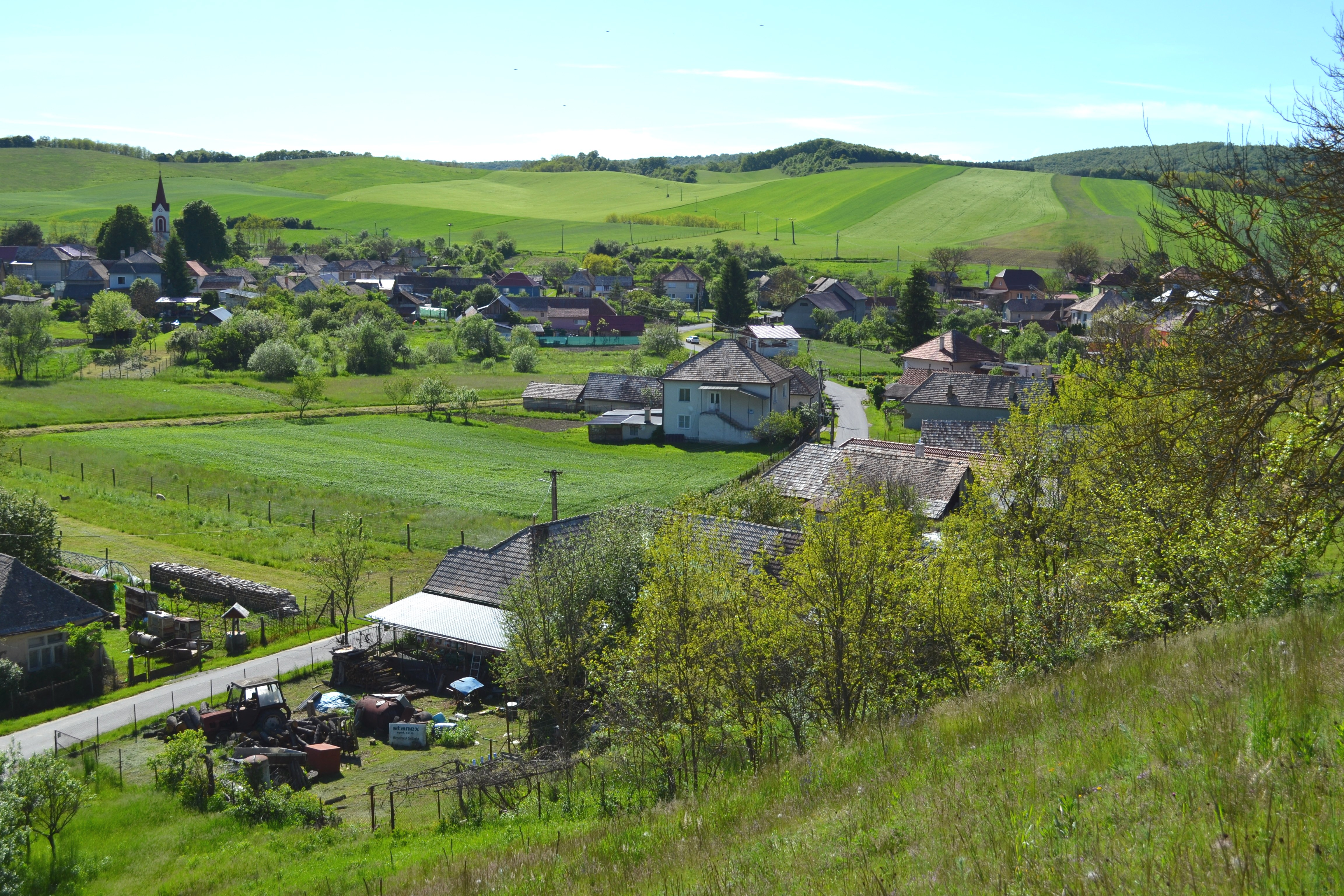
Hodejovec und Umgebung

Die Gemeinde befindet sich im nordöstlichen Teil des Berglands Cerová vrchovina, im Tal des Baches Potôčik, eines Zuflusses der Gortva im Einzugsgebiet der Rimava. Das Ortszentrum liegt auf einer Höhe von 205 m n.m. und ist 18 Kilometer von Rimavská Sobota entfernt.
Nachbargemeinden sind Gortva (Hauptort) im Norden, Jesenské im Nordosten, Gortva (Katastralgemeinde Čenice) im Osten und Südosten, Gemerské Dechtáre im Süden, Hajnáčka im Südwesten, Blhovce im Westen und Hodejov im Nordwesten.

## Geschichte

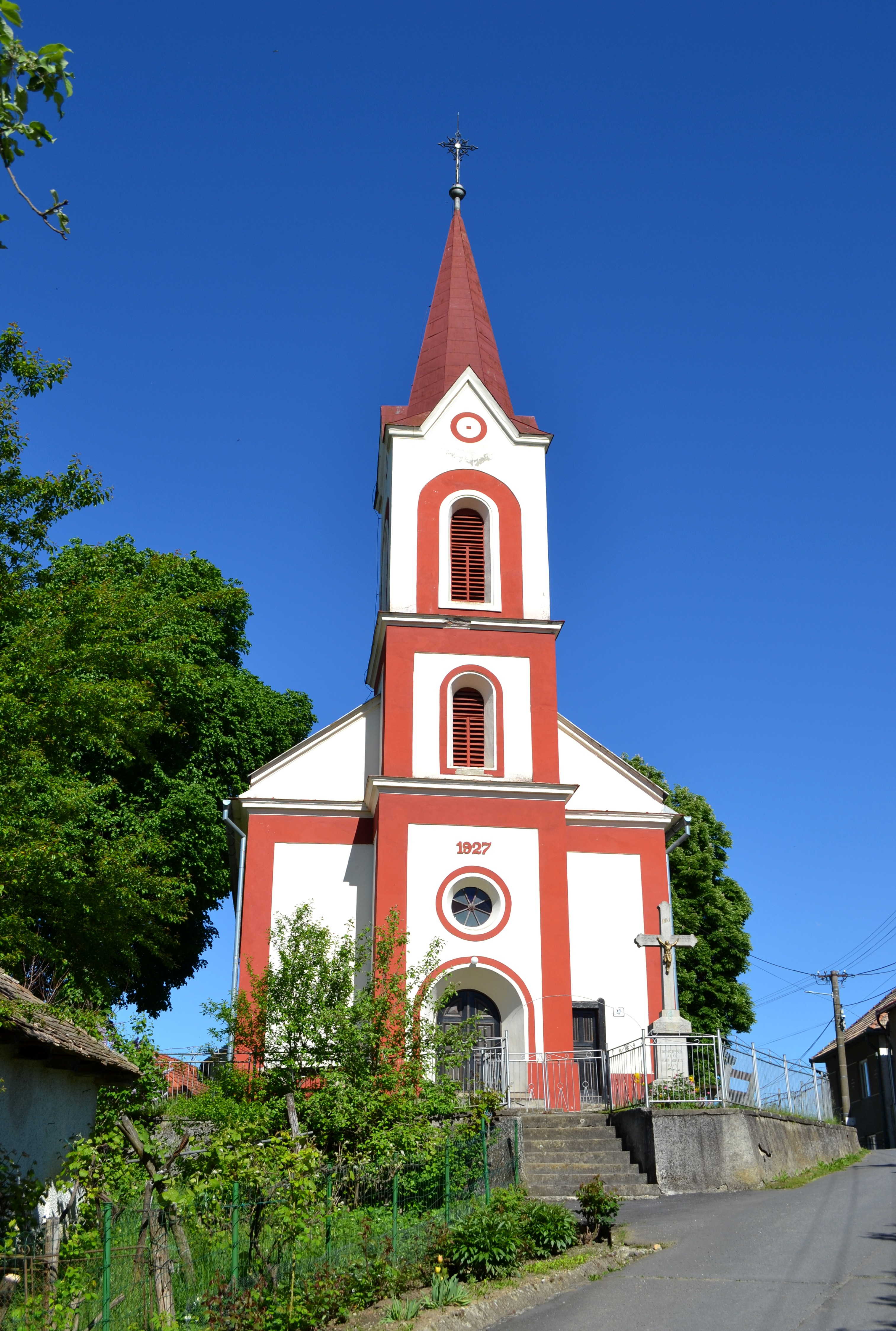
Kirche in Hodejovec

Hodejovec wurde zum ersten Mal 1246 als Gede schriftlich erwähnt, weitere historische Bezeichnungen sind unter anderen Keregede (1427) und Kerek-Gedow (1786). Der Ort war Besitz des Geschlechts Hont-Pázmány, im 15. Jahrhundert der Familien Kaplai und Plóczy und lag ab dem 16. Jahrhundert im Herrschaftsgebiet der Burg Hajnáčka. In der Zeit der Türkenkriege fiel die Einwohnerzahl auf ein Viertel. 1828 zählte man 39 Häuser und 361 Einwohner, die als Landwirte beschäftigt waren.
Bis 1918/19 gehörte der im Komitat Gemer und Kleinhont liegende Ort zum Königreich Ungarn und kam danach zur Tschechoslowakei beziehungsweise heute Slowakei. Auf Grund des Ersten Wiener Schiedsspruchs lag er von 1938 bis 1944 noch einmal in Ungarn.

## Bevölkerung
| Jahr                | 1994 | 2004    | 2014    | 2024     |
| ------------------- | ---- | ------- | ------- | -------- |
| Anzahl der Personen | 206  | 196     | 197     | 157      |
| Unterschied         |      | −4,85 % | +0,51 % | −20,30 % |

| Jahr                | 2023 | 2024    |
| ------------------- | ---- | ------- |
| Anzahl der Personen | 158  | 157     |
| Unterschied         |      | −0,63 % |

Gemäß der Volkszählung 2011 wohnten in Hodejovec 199 Einwohner, davon 99 Slowaken, 89 Magyaren sowie jeweils ein Rom und Tscheche. Neun Einwohner machten keine Angabe zur Ethnie.
153 Einwohner bekannten sich zur römisch-katholischen Kirche, sechs Einwohner zur reformierten Kirche, fünf Einwohner zu den Mormonen sowie jeweils ein Einwohner zur Evangelischen Kirche A. B., zur evangelisch-methodistischen Kirche und zur griechisch-katholischen Kirche. Zwei Einwohner gaben eine andere Konfession an, drei Einwohner waren konfessionslos und bei 27 Einwohnern wurde die Konfession nicht ermittelt.

## Baudenkmäler
- römisch-katholische Martinskirche im Barockstil aus dem Jahr 1737, im Jahr 1836 klassizistisch umgestaltet